# Institut de biocénotique expérimentale et des agrosystèmes
 (octobre 2016).
Pour les articles homonymes, voir IBEAS.
L'Institut de biocénotique expérimentale et des agrosystèmes (IBEAS) est un institut de recherches situé sur le campus de l'université de Pau et des pays de l'Adour. Il a été fondé par Vincent Labeyrie.